# انزو مارتینلی
انزو مارتینلی (انگلیسی: Enzo Martinelli؛ ۱۱ نوامبر ۱۹۱۱ – ۲۷ اوت ۱۹۹۹) یک دانشمند در زمینه آنالیز ریاضی اهل ایتالیا بود. 